# Далтебра
Далте́бра (кат. Deltebre, вимова літературною каталанською [dəłtέbɾə]) - муніципалітет, розташований в Автономній області Каталонія, в Іспанії. Код муніципалітету за номенклатурою Інституту статистики Каталонії - 439018. Знаходиться у районі (кумарці) Баш-Ебра (коди району - 09 та BB) провінції Таррагона, згідно з новою адміністративною реформою перебуватиме у складі Ебрської баґарії (округи). 

## Населення
Населення міста (у 2007 р.) становить 11.063 особи (з них менше 14 років - 12,7%, від 15 до 64 - 67,5%, понад 65 років - 19,8%). У 2006 р. народжуваність склала 90 осіб, смертність - 109 осіб, зареєстровано 42 шлюби. У 2001 р. активне населення становило 4.634 особи, з них безробітних - 364 особи.

Серед осіб, які проживали на території міста у 2001 р., 9.724 народилися в Каталонії (з них 9.064 особи у тому самому районі, або кумарці), 454 особи приїхали з інших областей Іспанії, а 300 осіб приїхало з-за кордону. 

Вищу освіту має 4,4% усього населення. 

У 2001 р. нараховувалося 3.314 домогосподарств (з них 12,6% складалися з однієї особи, 23,4% з двох осіб,25% з 3 осіб, 22,5% з 4 осіб, 10% з 5 осіб, 5,1% з 6 осіб, 1% з 7 осіб, 0,2% з 8 осіб і 0,2% з 9 і більше осіб).

Активне населення міста у 2001 р. працювало у таких сферах діяльності : у сільському господарстві - 13,5%, у промисловості - 12,9%, на будівництві - 33,2% і у сфері обслуговування - 40,3%. 

 У муніципалітеті або у власному районі (кумарці) працює 2.250 осіб, поза районом - 2.321 особа.

### Доходи населення
У 2002 р. доходи населення розподілялися таким чином :
| \| Доходи населення за статтями доходів \| Доходи населення за статтями доходів \| Доходи населення за статтями доходів \| \| Рік \| 2002 р. \| 2001 р. \| \| ------------------------------------ \| ------------------------------------ \| ------------------------------------ \| \| Заробітна платня \| 45,9% \| 47,7% \| \| Доходи від ведення бізнесу \| 37,4% \| 35,1% \| \| Соціальна допомога \| 16,7% \| 17,2% \| |         |         |
| Доходи населення за статтями доходів |         |         |
| Рік | 2002 р. | 2001 р. |
| Заробітна платня | 45,9%   | 47,7%   |
| Доходи від ведення бізнесу | 37,4%   | 35,1%   |
| Соціальна допомога | 16,7%   | 17,2%   |

### Безробіття
У 2007 р. нараховувалося 393 безробітних (у 2006 р. - 385 безробітних), з них чоловіки становили 38,7%, а жінки - 61,3%.

## Економіка
У 1996 р. валовий внутрішній продукт розподілявся по сферах діяльності таким чином :
| \| Валовий внутрішній продукт \| Валовий внутрішній продукт \| Валовий внутрішній продукт \| \| Рік \| 1996 р. \| 1991 р. \| \| -------------------------- \| -------------------------- \| -------------------------- \| \| Сільське господарство \| 17,5% \| 0% \| \| Промисловість \| 10,2% \| 0% \| \| Будівництво \| 12,7% \| 0% \| \| Послуги \| 59,6% \| 0% \| |         |         |
| Валовий внутрішній продукт |         |         |
| Рік | 1996 р. | 1991 р. |
| Сільське господарство | 17,5%   | 0%      |
| Промисловість | 10,2%   | 0%      |
| Будівництво | 12,7%   | 0%      |
| Послуги | 59,6%   | 0%      |

### Підприємства міста

#### Промислові підприємства
| \| Промислові підприємства міста, за сферою діяльності \| Промислові підприємства міста, за сферою діяльності \| Промислові підприємства міста, за сферою діяльності \| \| Рік \| 2002 р. \| 2001 р. \| \| --------------------------------------------------- \| --------------------------------------------------- \| --------------------------------------------------- \| \| Енергетичні та водні ресурси \| 3,3% \| 3,4% \| \| Хімія та метали \| 6,7% \| 6,8% \| \| Переробка металів \| 33,3% \| 30,5% \| \| Продукти харчування \| 10% \| 10,2% \| \| Текстиль \| 23,3% \| 25,4% \| \| Виробництво меблів, видання \| 23,3% \| 23,7% \| \| Інше \| 0% \| 0% \| \| Усього підприємств \| 60 \| 59 \| |         |         |
| Промислові підприємства міста, за сферою діяльності |         |         |
| Рік | 2002 р. | 2001 р. |
| Енергетичні та водні ресурси | 3,3%    | 3,4%    |
| Хімія та метали | 6,7%    | 6,8%    |
| Переробка металів | 33,3%   | 30,5%   |
| Продукти харчування | 10%     | 10,2%   |
| Текстиль | 23,3%   | 25,4%   |
| Виробництво меблів, видання | 23,3%   | 23,7%   |
| Інше | 0%      | 0%      |
| Усього підприємств | 60      | 59      |

#### Роздрібна торгівля
| \| Підприємства роздрібної торгівлі міста, за сферою діяльності \| Підприємства роздрібної торгівлі міста, за сферою діяльності \| Підприємства роздрібної торгівлі міста, за сферою діяльності \| \| Рік \| 2002 р. \| 2001 р. \| \| ------------------------------------------------------------ \| ------------------------------------------------------------ \| ------------------------------------------------------------ \| \| Продукти харчування \| 32,7% \| 31,1% \| \| Одяг та взуття \| 20,8% \| 21,8% \| \| Товари для дому \| 14,4% \| 15% \| \| Книги та періодичні видання \| 3,5% \| 3,6% \| \| Промислова хімічна продукція \| 7,9% \| 7,8% \| \| Продукція, пов'язана з транспортними засобами \| 3% \| 3,1% \| \| Інше \| 17,8% \| 17,6% \| \| Усього підприємств \| 202 \| 193 \| |         |         |
| Підприємства роздрібної торгівлі міста, за сферою діяльності |         |         |
| Рік | 2002 р. | 2001 р. |
| Продукти харчування | 32,7%   | 31,1%   |
| Одяг та взуття | 20,8%   | 21,8%   |
| Товари для дому | 14,4%   | 15%     |
| Книги та періодичні видання | 3,5%    | 3,6%    |
| Промислова хімічна продукція | 7,9%    | 7,8%    |
| Продукція, пов'язана з транспортними засобами | 3%      | 3,1%    |
| Інше | 17,8%   | 17,6%   |
| Усього підприємств | 202     | 193     |

#### Сфера послуг
| \| Підприємства міста, що працюють у сфері послуг, за діяльністю \| Підприємства міста, що працюють у сфері послуг, за діяльністю \| Підприємства міста, що працюють у сфері послуг, за діяльністю \| \| Рік \| 2002 р. \| 2001 р. \| \| ------------------------------------------------------------- \| ------------------------------------------------------------- \| ------------------------------------------------------------- \| \| Гуртова торгівля \| 10,5% \| 9,3% \| \| Готелі та готельний бізнес \| 22,4% \| 23,2% \| \| Транспорт та зв'язок \| 18,3% \| 18% \| \| Посередницькі фінансові послуги \| 3,1% \| 3% \| \| Послуги підприємствам \| 5,4% \| 5,4% \| \| Послуги фізичним особам \| 28,3% \| 29,2% \| \| Нерухомість та ін. \| 12,1% \| 12% \| \| Усього підприємств \| 389 \| 367 \| |         |         |
| Підприємства міста, що працюють у сфері послуг, за діяльністю |         |         |
| Рік | 2002 р. | 2001 р. |
| Гуртова торгівля | 10,5%   | 9,3%    |
| Готелі та готельний бізнес | 22,4%   | 23,2%   |
| Транспорт та зв'язок | 18,3%   | 18%     |
| Посередницькі фінансові послуги | 3,1%    | 3%      |
| Послуги підприємствам | 5,4%    | 5,4%    |
| Послуги фізичним особам | 28,3%   | 29,2%   |
| Нерухомість та ін. | 12,1%   | 12%     |
| Усього підприємств | 389     | 367     |

## Житловий фонд
У 2001 р. 4,1% усіх родин (домогосподарств) мали житло метражем до 59 м2, 23,9% - від 60 до 89 м2, 49,3% - від 90 до 119 м2 і
22,7% - понад 120 м2.

З усіх будівель у 2001 р. 60,6% було одноповерховими, 37,2% - двоповерховими, 1,7
% - триповерховими, 0,4% - чотириповерховими, 0% - п'ятиповерховими, 0% - шестиповерховими,
0% - семиповерховими, 0% - з вісьмома та більше поверхами.

## Автопарк
| \| Автомобілі, зареєстровані у місті, за призначенням \| Автомобілі, зареєстровані у місті, за призначенням \| Автомобілі, зареєстровані у місті, за призначенням \| \| Рік \| 2006 р. \| 2005 р. \| \| -------------------------------------------------- \| -------------------------------------------------- \| -------------------------------------------------- \| \| Приватні автомобілі \| 60,4% \| 60,9% \| \| Мотоцикли \| 6,7% \| 6,7% \| \| Вантажівки \| 29,2% \| 29,1% \| \| Трактори \| 0,3% \| 0,3% \| \| Автобуси та ін. \| 3,3% \| 3% \| \| Усього автомобілів \| 9.305 шт. \| 8.745 шт. \| |           |           |
| Автомобілі, зареєстровані у місті, за призначенням |           |           |
| Рік | 2006 р.   | 2005 р.   |
| Приватні автомобілі | 60,4%     | 60,9%     |
| Мотоцикли | 6,7%      | 6,7%      |
| Вантажівки | 29,2%     | 29,1%     |
| Трактори | 0,3%      | 0,3%      |
| Автобуси та ін. | 3,3%      | 3%        |
| Усього автомобілів | 9.305 шт. | 8.745 шт. |

## Вживання каталанської мови
У 2001 р. каталанську мову у місті розуміли 98,4% усього населення (у 1996 р. - 99,1%), вміли говорити нею 90,2% (у 1996 р. - 
82,9%), вміли читати 72% (у 1996 р. - 66,6%), вміли писати 43,7
% (у 1996 р. - 38,2%). Не розуміли каталанської мови 1,6%.

## Політичні уподобання
У виборах до Парламенту Каталонії у 2006 р. взяло участь 4.438 осіб (у 2003 р. - 5.362 особи). Голоси за політичні сили розподілилися таким чином:
| \| Вибори до Парламенту Каталонії \| Вибори до Парламенту Каталонії \| Вибори до Парламенту Каталонії \| \| Рік \| 2006 р. \| 2003 р. \| \| -------------------------------------- \| ------------------------------ \| ------------------------------ \| \| Конвергенція та Єднання (CiU) \| 22,6% \| 28,1% \| \| Соціалістична партія Каталонії (PSC) \| 28,5% \| 25,2% \| \| Народна партія (PP) \| 7,2% \| 12,8% \| \| Ініціатива за Каталонію — Зелені (ICV) \| 5% \| 4,2% \| \| Республіканська лівиця Каталонії (ERC) \| 33,5% \| 28,9% \| \| Громадяни — Громадянська партія (C's) \| 0,3% \| 0% \| \| Інші \| 2,9% \| 0,8% \| |         |         |
| Вибори до Парламенту Каталонії |         |         |
| Рік | 2006 р. | 2003 р. |
| Конвергенція та Єднання (CiU) | 22,6%   | 28,1%   |
| Соціалістична партія Каталонії (PSC) | 28,5%   | 25,2%   |
| Народна партія (PP) | 7,2%    | 12,8%   |
| Ініціатива за Каталонію — Зелені (ICV) | 5%      | 4,2%    |
| Республіканська лівиця Каталонії (ERC) | 33,5%   | 28,9%   |
| Громадяни — Громадянська партія (C's) | 0,3%    | 0%      |
| Інші | 2,9%    | 0,8%    |

У муніципальних виборах у 2007 р. взяло участь 6.247 осіб (у 2003 р. - 6.586 осіб). Голоси за політичні сили розподілилися таким чином:
| \| Муніципальні вибори \| Муніципальні вибори \| Муніципальні вибори \| \| Рік \| 2007 р. \| 2003 р. \| \| -------------------------------------- \| ------------------- \| ------------------- \| \| Конвергенція та Єднання (CiU) \| 21,3% \| 28% \| \| Соціалістична партія Каталонії (PSC) \| 14,9% \| 20% \| \| Народна партія (PP) \| 13,5% \| 20,1% \| \| Ініціатива за Каталонію — Зелені (ICV) \| 3,6% \| 0% \| \| Республіканська лівиця Каталонії (ERC) \| 41% \| 18,9% \| \| Громадяни — Громадянська партія (C's) \| 0% \| 0% \| \| Інші \| 5,7% \| 12,8% \| |         |         |
| Муніципальні вибори |         |         |
| Рік | 2007 р. | 2003 р. |
| Конвергенція та Єднання (CiU) | 21,3%   | 28%     |
| Соціалістична партія Каталонії (PSC) | 14,9%   | 20%     |
| Народна партія (PP) | 13,5%   | 20,1%   |
| Ініціатива за Каталонію — Зелені (ICV) | 3,6%    | 0%      |
| Республіканська лівиця Каталонії (ERC) | 41%     | 18,9%   |
| Громадяни — Громадянська партія (C's) | 0%      | 0%      |
| Інші | 5,7%    | 12,8%   |

## Історія
Витоки того, як формувалося населення Хесуса, Марії та Кави, досі невизначені. Перші новини про розселення на території, яка сьогодні утворює муніципалітет Дельтебре, датуються християнським завоюванням, очоленим Тортосою в середині ХІІ століття. Дельта стає "територією використання та прибутку" для жителів Тортоси і є джерелом багатства ресурсів, які вона пропонує: морська сіль, риба, пасовища, газована вода, пшениця тощо.
Вирішальним фактом для конфігурації нинішнього населення Дельтебре стала зміна течії річки в напрямку ущелини Мігйорн, яка відбулась в XVII столітті, коли річка покинула меандри, що вели до її гирла. Маркеса та Голеро (Ріет Саїда та Ріє Фондо) опинилися на прямій лінії, як це видно сьогодні. Ця зміна напрямку руху річки, можливо, була викликана будівництвом стоку або "кави", який був зроблений між вигином, що зробив річку посеред нинішнього міста Дельтебре, та деякими ставками, яким він був у нижній частині, між селом та Ла-Каткса. З огляду на це, топонім Ла-Кава мав би свій початок у цій канаві.
Є докази існування кількох населених пунктів, які існували поодиноко в Галатчо, Рако-де-Бомба або Прего. Зміни в течії річки змусили їх переїхати в місця з більшими ресурсами, такі як верхня сторона річки (Хортец) або нижня частина, поруч зі старою кавою. Люди поступово прибувають, обробляють і будують посеред старого меандру. У XIX столітті нові населені пункти були настільки важливими, що в 1818 році в єпископстві Тортоси була побудована церква Сант-Мікель, а незабаром і кладовище.
Найважливіша зміна в поселеннях Ла-Кава та Хесус-і-Марія відбувається з будівництвом двох каналів, особливо в 1912 році: вирощування рису стане головним економічним ресурсом і відбудеться приріст населення народу з лівого боку Дельти. Розвиток цієї культури був посилений у муніципалітеті заснуванням в 1955 році Рисової палати Ла-Кава та кількома роками пізніше Райової кооперації Хесус-і-Марія.
Відсутність та поганий стан доріг та шосейних шляхів роками робили найважливішим засобом зв'язку річку, човни для перевезення вантажів та пасажирський пароплав. Справжня революція в транспорті відбулася з відкриттям Carrilet в 1927 році між Тортосою та Ла-Кавою та Хесус-і-Марія, відомим як Carrilet de la Cava, що означало відкриття міста назовні, і яке діяло до 1967 року. З покращенням доріг ці засоби пересування поступово зникли.
Дельтебре був утворений об'єднанням районів Хесус та Марія-і-Кава, які були відокремлені від муніципалітету Тортоса 20 травня 1977 року. На рівні адміністрації та комунальних служб два міста вважалися занедбаними, що спровокувало першу спробу відокремити Каву ще в 1930 р. Після багаторічної боротьби відокремлення муніципалітету Тортоса призвело до дуже важливої зміни у наданні послуг та інфраструктури, необхідних для розвитку муніципалітету.
Минуло багато років, і з 30 вересня 2010 року можна перетнути річку між цим містом і Сан-Жауме д'Енвея завдяки мосту ло Пассадор, який названий на честь фігури шкіпера барж, який, до його відкриття, дозволяв проходження річки між двома містами.